# Tiberius Sempronius Gracchus (consul en -238)
 (avril 2021).
Si vous disposez d'ouvrages ou d'articles de référence ou si vous connaissez des sites web de qualité traitant du thème abordé ici, merci de compléter l'article en donnant les références utiles à sa vérifiabilité et en les liant à la section « Notes et références ».
Pour les articles homonymes, voir Tiberius Sempronius Gracchus.
Tiberius Sempronius Gracchus est un homme d'État romain.
Il défait les Liguriens. En 238 av. J.-C., il est consul. Il prend la Sardaigne et la Corse après une révolte, qu'il réunit en une province, la deuxième province romaine, la première étant la Sicile.

« Tiberius Sempronius Gracchus a conduit l'armée dans la terre des Sardes Ilienses. Des grands renforts de la part des Bàlari arrivèrent aux Ilienses »

— Tite-Live, XLI 6, 5-6